# هيرومي هيراتا
هيرومي هيراتا (باليابانية: 平田 宏美) مواليد 19 فبراير 1978 في هيروشيما، اليابان، هي مؤدية أصوات يابانية.

## الأعمال

### أنمي
- هاجيمي نو إيبو
- اقرأ أو مت
- كيمي غا نوزومو آين
- كيبا
- كيرو

### ألعاب
- ميتال غير سوليد 4: غنز أوف ذا بتريوتس

## وصلات خارجية
- هيرومي هيراتا على موقع IMDb (الإنجليزية)
- هيرومي هيراتا على موقع ميوزك برينز (الإنجليزية)
- هيرومي هيراتا على موقع ديسكوغز (الإنجليزية)
- هيرومي هيراتا على موقع قاعدة بيانات الفيلم (الإنجليزية)
- هيرومي هيراتا على موقع ANN person (الإنجليزية)